# 信義新村 (香港)
信義新村為一系列由（英語：Lutheran Villages）為「基督教世界信義宗香港社會服務處（現為香港基督教服務處）」於1960年代於香港鄉郊地區興建的徙置房屋，用以安置貧困的寮屋居民及艇戶。通常模式係由理民府撥地、由信義宗香港社會服務處向海外國家如紐西蘭及英國籌募建築費、然後由入住的居民組織「改善生活合作社」負責日後的維修保養。

## 信義新村（馬草壟）
1962年11月29日落成揭幕，落成時共設單層平房60間，分3列12座依山興建，每座由4間至6間連接。依山而建，維持良好通風、採光及景觀。每平房面積13呎9吋x18呎， 全村設水井兩口及男女厠各一座。入伙同日成立「信義新村改善生活合作社」，負責本村的維修保養及將來鋪設水喉等發展項目，每戶每月繳交社費港幣1元及租金5元。當年新村落成的紀念碑至今仍存村旁。
新村安置了馬草壟舊村村民。他們原居於深圳河畔低窪地帶，每遇大雨，深圳河洪水泛濫頻頻。遂由大埔理民府撥出官地及開闢地盤，並由「基督教世界信義宗香港社會服務處」捐助全數建築費用共港幣188000元。 

## 信義新村（馬鞍山）
由「基督教世界信義宗香港社會服務處」所建，1961年11月底全部入伙。一共8座平房，每座供2伙人入住，容納約170人。1962年成立「馬鞍山信義新村改善生活合作社」，負責本村的維修保養及發展。
有資料指興建馬鞍山信義新村是為了收容1962年因颱風溫黛襲港而失去家園的馬鞍山居民，此說法明顯與報章報導不同。 

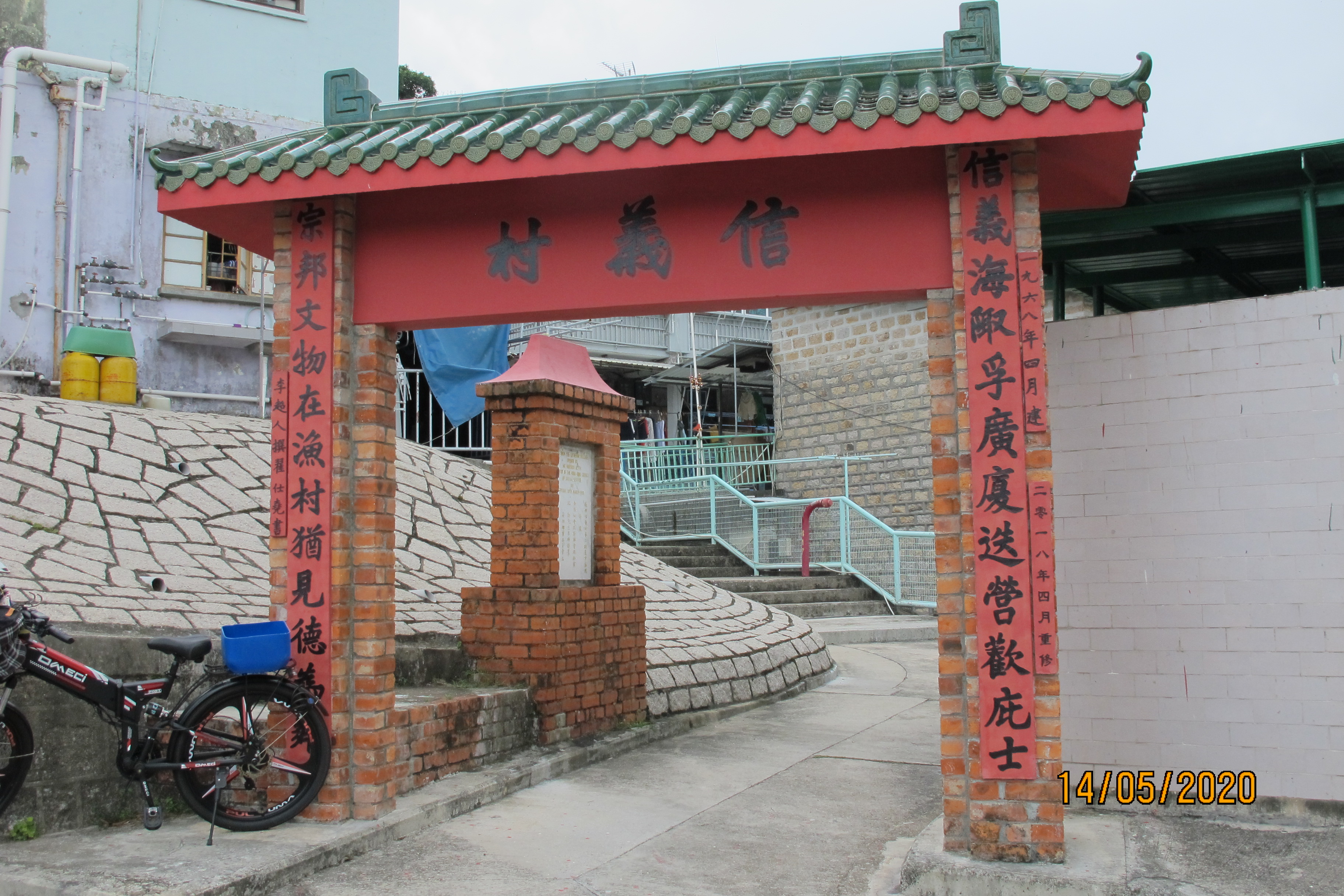
信䕏村(長洲)

## 信義新村（長洲）第一村
由「基督教世界信義宗香港社會服務處」興建。原選址為長洲北部小鬼灣(今小貴灣)山上，鄰近今日長利公園一帶。其後更改為「大石口電燈廠後面」(今風帆徑盡頭) 。 
第一村26間雙層平房共52單位於1967年3月22日揭幕。建築費港幣370500元，由英國「牛津委員會饑荒救濟金」及瑞典捐贈，並由南約理民府撥出官地及鋪設道路街燈。每單位面積23呎x12呎，入伙時每戶已有自來水、電力供應，惟仍須使用公共厠所。居民由長洲鄉事委員會及信義宗香港社會服務處甄選，主要來自長洲東灣、大菜園及大石口之寮屋居民，俱為內地逃港難民。 
1970年，該村加設「梁志信義村福利中心」，作為附近一帶村民娛樂、進修甚至託兒之用，資金主要源自美國德州達拉斯市公益信託基金會捐贈，並以該基金會長梁志博士命名。 

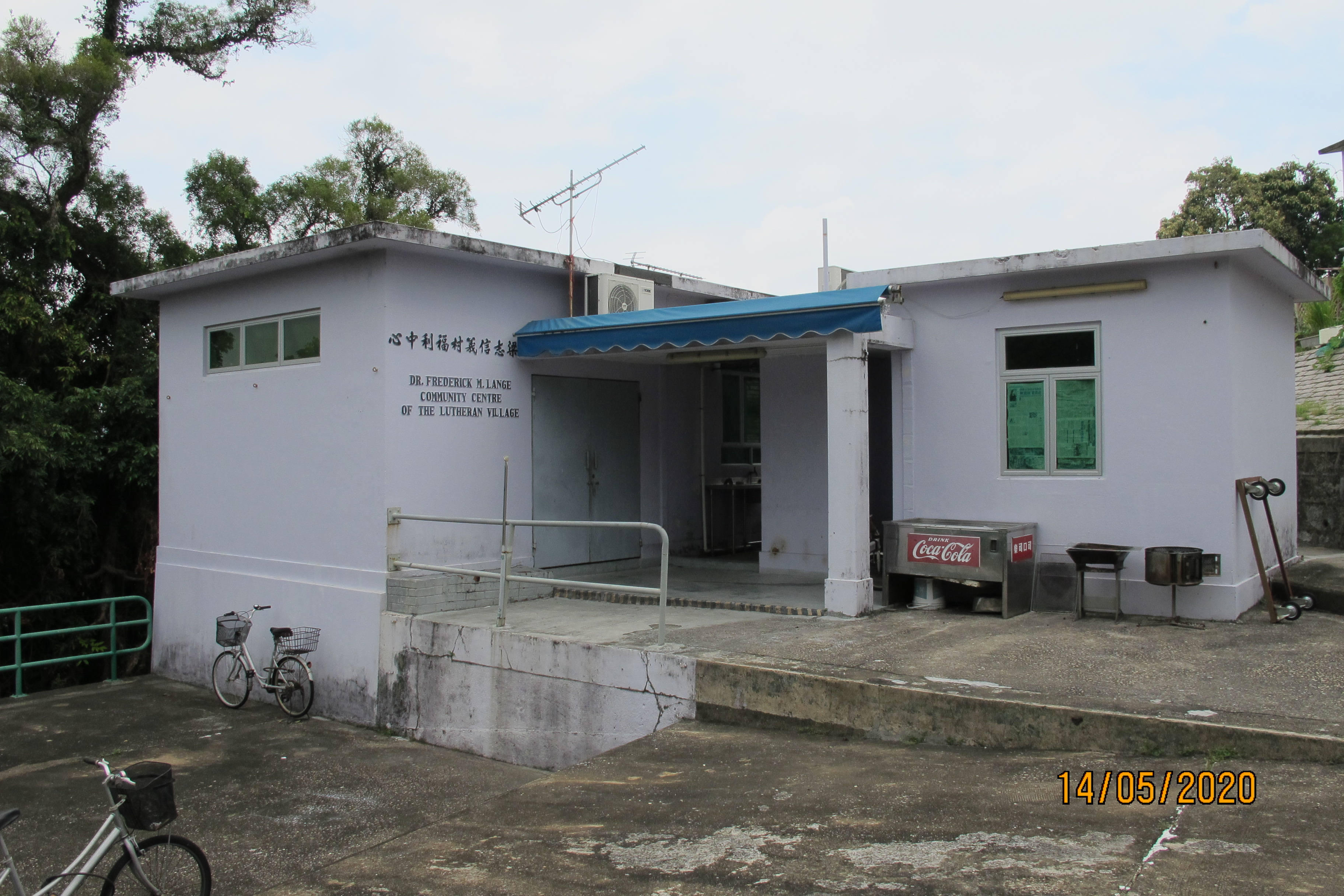
信義村_梁志福利中心

## 信義新村（長洲）第二村
1968年3月29日入伙。單位36個，其中26個由西德「路德會」捐贈建築費，另外10個由紐西蘭CORSO會捐贈建築費。位於第一村西南面位置。

## 信義新村（塔門）

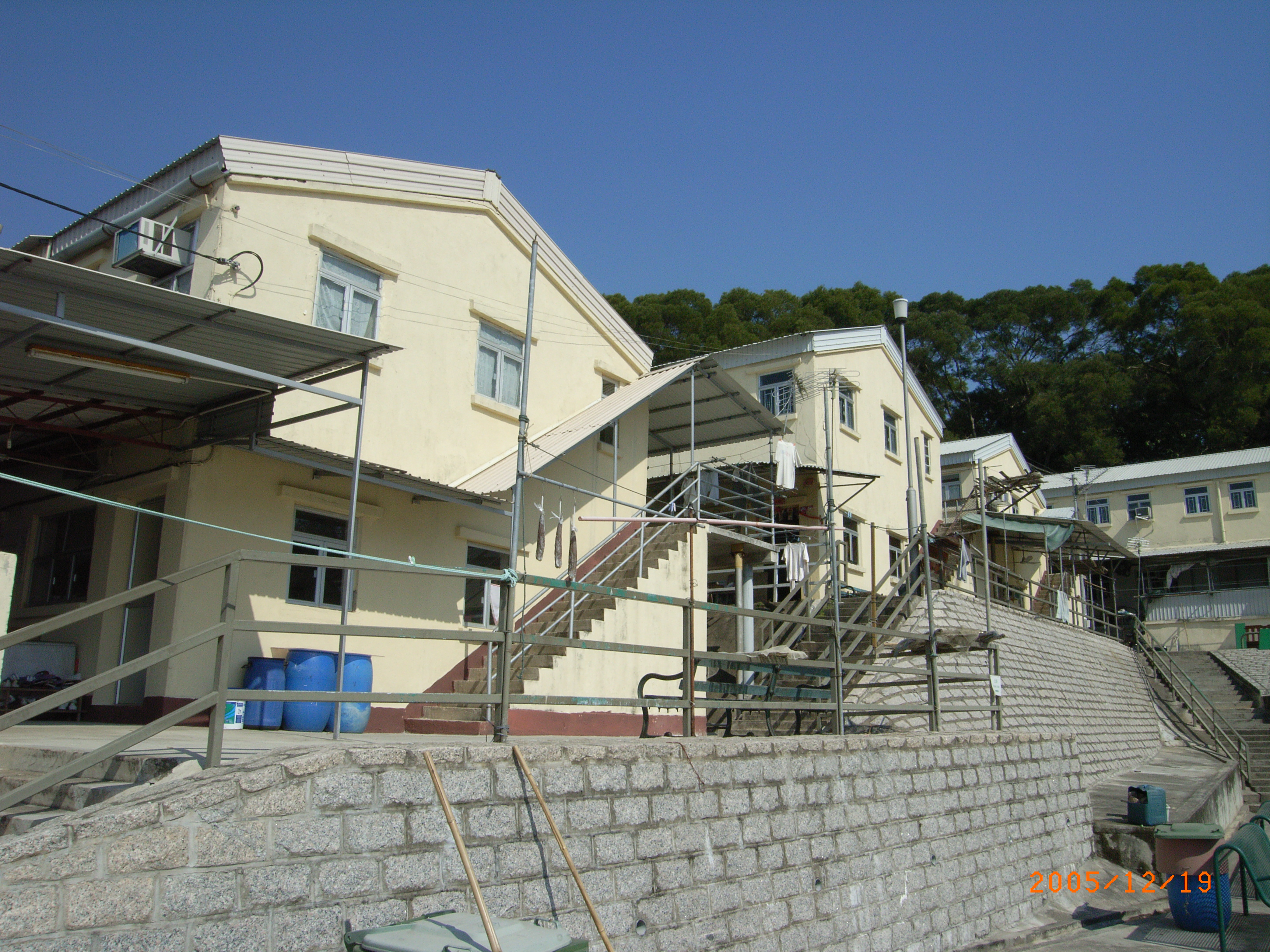
塔門漁民村2005

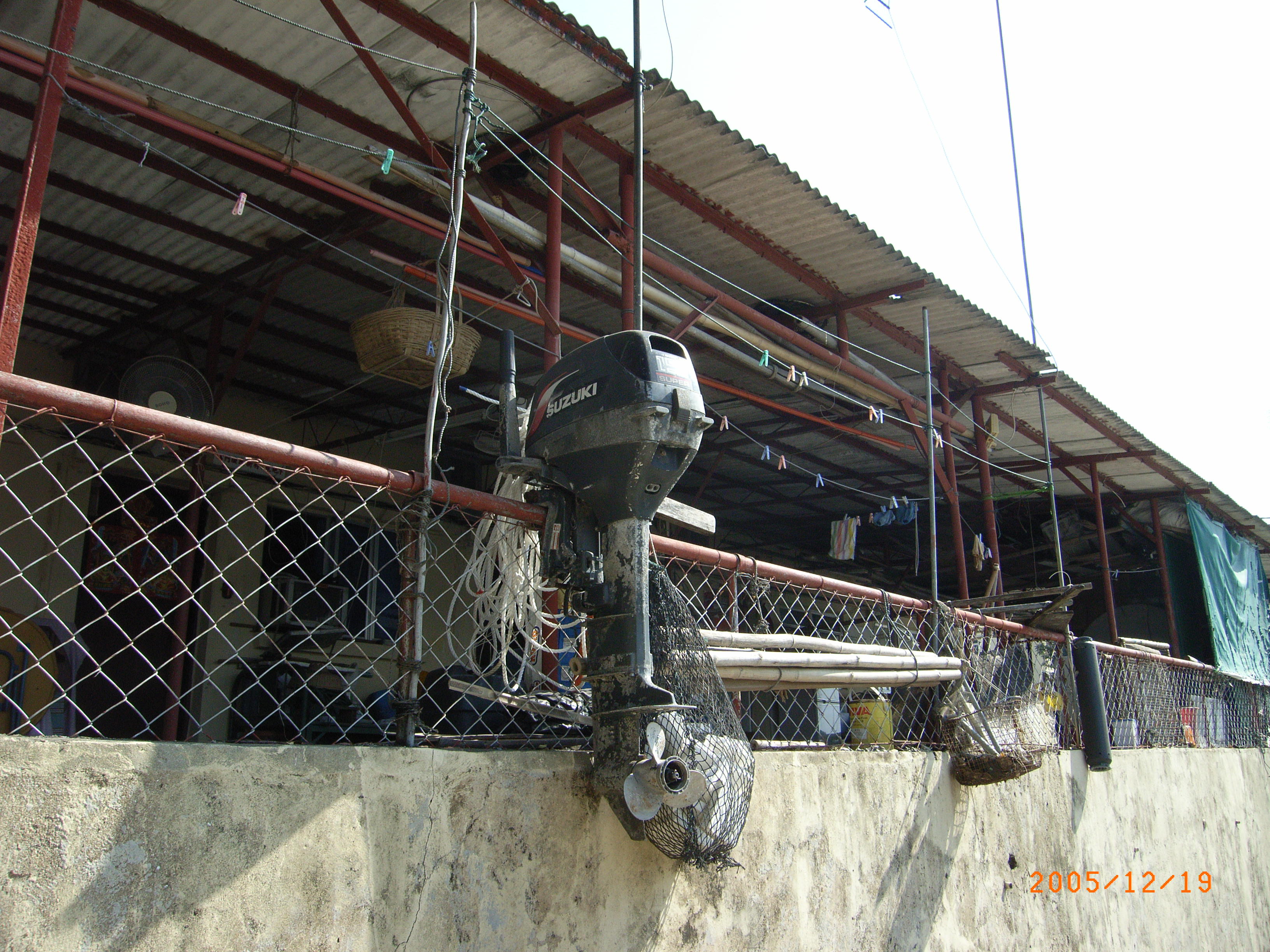
塔門漁民村2005

正式名稱為「塔門漁民新愛信義新村」，但通稱「塔門漁民新村」。1964年11月24日奠基，1965年11月29日落成入伙，同日「塔門漁民改善生活合作社」成立，負責該村的維修保養。共計雙層平房40間，80個住宅單位，每個面積320平方呎，總共容納80戶。由「基督教世界信義宗香港社會服務處」聯絡「紐西蘭海外救濟會」，後者捐出港幣52萬興建。

## 信義新村（青衣）
參見信義新村 (青衣)